# Calvin Ridley
Calvin Ridley (* 20. Dezember 1994 in Fort Lauderdale, Florida) ist ein US-amerikanischer American-Football-Spieler auf der Position des Wide Receivers. Derzeit spielt er für die Tennessee Titans in der National Football League (NFL). Zuvor stand Ridley von 2018 bis 2022 bei den Atlanta Falcons, die ihn in der ersten Runde des NFL Draft 2018 ausgewählt hatten, sowie anschließend bei den Jacksonville Jaguars unter Vertrag.

## Frühe Jahre
Ridley ging in Coconut Creek, Florida, auf die Highschool. Später besuchte er drei Jahre lang die University of Alabama, wo er zweimal mit dem College-Football-Team das College Football Playoff National Championship Game gewann (2015 und 2017). Ridley fing in seinen drei Jahren am College 224 Pässe für 2.781 Yards und 19 Touchdowns.
Am 10. Januar 2018 gab er bekannt, dass er am NFL-Draft 2018 teilnehmen wird.

## NFL
Im NFL Draft 2018 wurde Ridley in der ersten Runde als 26. Spieler von den Atlanta Falcons ausgewählt. Er war somit der zweite Wide Receiver, der in diesem Draft ausgewählt wurde, lediglich D. J. Moore wurde vor ihm gedraftet. Ridley feierte in der ersten Woche der Saison 2018 sein NFL-Debüt, er konnte in diesem Spiel allerdings keinen einzigen Passfang für sich verbuchen. In der zweiten Woche bei dem Sieg über die Carolina Panthers konnte Ridley dann seinen ersten Passfang und Touchdown in der NFL feiern. Eine Woche später hatte er ein überragendes Spiel mit 7 gefangenen Pässen für 146 Yards und 3 Touchdowns. Er stellte einen NFL-Rekord auf: Die meisten Receiving Touchdowns für einen Rookie in seinen ersten vier Spielen. In der Folge beendete er die Saison mit zehn gefangenen Touchdowns, was auch einen Franchise-Rekord für einen Falcons-Rookie darstellt.
In seiner zweiten Saison wurde er nach dem 14. Spieltag auf die Injured Reserve List gesetzt. Zuvor war er erneut einer der Leistungsträger in der Offense.
Am 31. Oktober 2021 gab Ridley bekannt, sich wegen mentaler Probleme zunächst auf unbestimmte Zeit vom Profisport zurückzuziehen. Bereits zuvor hatte er aus persönlichen Gründen ein Spiel ausgesetzt. Am 7. März 2022 wurde er unbegrenzt, mindestens aber für die gesamte Saison 2022, gesperrt, da er während seiner Pause auf Spiele der NFL gewettet hatte, was nicht erlaubt ist.
Während seiner Sperre einigten die Falcons sich mit den Jacksonville Jaguars auf einen Trade von Ridley, bei dem die Falcons einen Fünftrundenpick 2023 und einen Drittrundenpick 2024 erhielten. Am 6. März 2023 wurde Ridleys Sperre aufgehoben.
Im März 2024 unterschrieb Ridley einen Vierjahresvertrag über 92 Millionen US-Dollar bei den Tennessee Titans.

## Persönliches
Sein Bruder Riley Ridley spielte ebenfalls in der NFL als Wide Receiver, zuletzt für die Chicago Bears.